# Phomopsis diachenii
Phomopsis diachenii är en svampart som beskrevs av Sacc. 1915. Phomopsis diachenii ingår i släktet Phomopsis och familjen Diaporthaceae.   Inga underarter finns listade i Catalogue of Life.